# Grímólfur Ólafsson
Grímólfur Ólafsson (n. 920) fue un caudillo vikingo de Unaðsdalur, Staður á Snæfjallaströnd, Norður-Ísafjarðarsýsla en Islandia. Era
hijo de Ólafur jafnakollur, el hombre que reivindicó la propiedad de la bahía al norte de Ísafjardardjúp, desde el río Langadalsá hasta el río Sandeyrará. 
Grímólfur se casó con Vedís Vegeirsdóttir (n. 949), hermana de Vébjörn sygnakappi Végeirsson. Landnámabók menciona un grave altercado en Grímólfsvötnum donde Vébjörn mató a su cuñado y el asunto fue tratado en el thing de Thorness, donde también tuvieron que acudir otras tres personas acusadas por el mismo homicidio.